# Diócesis de Dodge City
La diócesis de Dodge City (en latín: Dioecesis Dodgepolitana y en inglés: Roman Catholic Diocese of Dodge City) es una circunscripción eclesiástica de la Iglesia católica en Estados Unidos. Se trata de una diócesis latina, sufragánea de la arquidiócesis de Kansas City. Desde el 15 de diciembre de 2010 su obispo es John Balthasar Brungardt.

## Territorio y organización

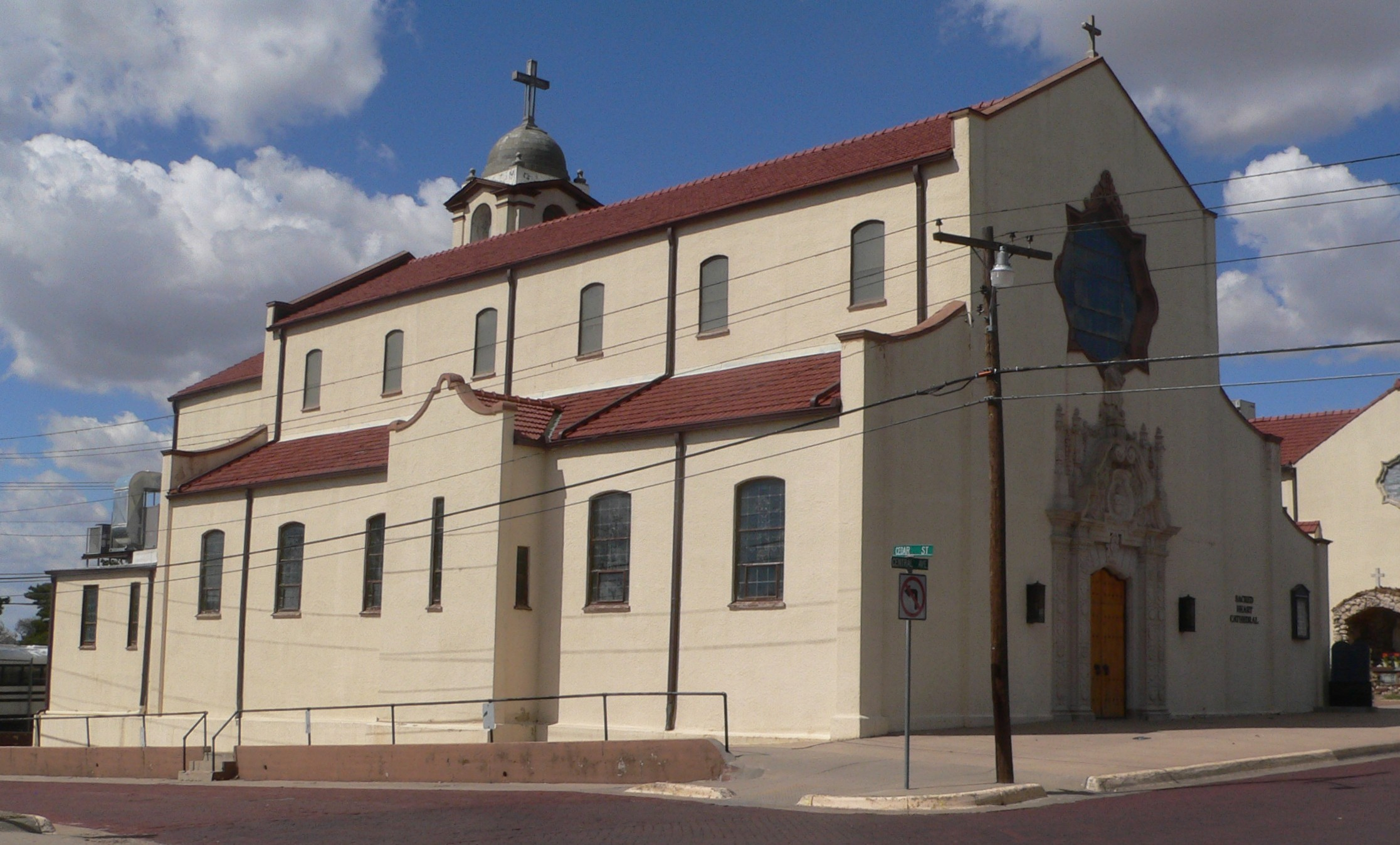
Catedral del Sagrado Corazón en Central Avenue en Dodge City, Kansas; visto desde el sureste.

La diócesis tiene 59 547 km² y extiende su jurisdicción sobre los fieles católicos de rito latino residentes en 28 condados del estado de Kansas: Barber, Barton, Clark, Comanche, Edwards, Finney, Ford, Grant, Gray, Greeley, Hamilton, Haskell, Hodgeman, Kearny, Kiowa, Lane, Meade, Morton, Ness, Pawnee, Pratt, Rush, Scott, Seward, Stafford, Stanton, Stevens y Wichita.
La sede de la diócesis se encuentra en la ciudad de Dodge City, en donde se halla la Catedral de Nuestra Señora de Guadalupe.
En 2021 en la diócesis existían 17 parroquias.

## Historia
La diócesis fue erigida el 19 de mayo de 1951 con la bula Fructuosius sane del papa Pío XII, obteniendo el territorio de la diócesis de Wichita.
Inicialmente sufragánea de la arquidiócesis de San Luis, pasó a formar parte de la provincia eclesiástica de Kansas City el 9 de agosto de 1952.
El 13 de mayo de 1961, con la carta apostólica Egregius salutarisque el papa Juan XXIII proclamó a la Santísima Virgen María de Guadalupe patrona principal de la diócesis, y a san Juan Bautista patrono secundario.
La catedral primitiva de la diócesis fue la iglesia del Sagrado Corazón; el 9 de diciembre de 2001 se consagró la actual catedral dedicada a Nuestra Señora de Guadalupe.

## Estadísticas
De acuerdo al Anuario Pontificio 2022 la diócesis tenía a fines de 2021 un total de 47 359 fieles bautizados.
| Año                                                                             | Población            | Población | Población      | Sacerdotes | Sacerdotes    | Sacerdotes    | Bautizados por sacerdote | Diáconos permanentes | Religiosos | Religiosos | Parroquias |
| Año                                                                             | Bautizados católicos | Total     | % de católicos | Total      | Clero secular | Clero regular | Bautizados por sacerdote | Diáconos permanentes | Varones    | Mujeres    | Parroquias |
| ------------------------------------------------------------------------------- | -------------------- | --------- | -------------- | ---------- | ------------- | ------------- | ------------------------ | -------------------- | ---------- | ---------- | ---------- |
| 1966                                                                            | 32 128               | 211 865   | 15.2           | 72         | 65            | 7             | 446                      |                      |            | 304        | 60         |
| 1970                                                                            | 33 434               | 208 784   | 16.0           | 67         | 67            |               | 499                      |                      |            | 266        | 60         |
| 1976                                                                            | 33 585               | 207 462   | 16.2           | 62         | 55            | 7             | 541                      |                      | 7          | 188        | 62         |
| 1980                                                                            | 37 175               | 218 907   | 17.0           | 60         | 53            | 7             | 619                      | 1                    | 8          | 190        | 60         |
| 1990                                                                            | 39 208               | 207 700   | 18.9           | 58         | 51            | 7             | 676                      | 7                    | 7          | 149        | 61         |
| 1999                                                                            | 42 566               | 212 332   | 20.0           | 50         | 48            | 2             | 851                      | 4                    |            | 128        | 51         |
| 2000                                                                            | 42 566               | 212 332   | 20.0           | 45         | 43            | 2             | 945                      | 4                    | 2          | 107        | 50         |
| 2001                                                                            | 42 958               | 212 232   | 20.2           | 42         | 41            | 1             | 1022                     | 10                   | 1          | 105        | 48         |
| 2002                                                                            | 42 958               | 222 676   | 19.3           | 44         | 38            | 6             | 976                      | 8                    | 6          | 105        | 50         |
| 2003                                                                            | 53 711               | 222 675   | 24.1           | 41         | 33            | 8             | 1310                     | 8                    | 8          | 101        | 50         |
| 2004                                                                            | 60 554               | 222 676   | 27.2           | 37         | 28            | 9             | 1636                     | 7                    | 9          | 99         | 50         |
| 2006                                                                            | 60 554               | 222 676   | 27.2           | 39         | 31            | 8             | 1552                     | 8                    | 9          | 92         | 49         |
| 2010                                                                            | 62 849               | 231 018   | 27.2           | 43         | 38            | 5             | 1461                     | 7                    | 5          | 68         | 48         |
| 2013                                                                            | 64 400               | 236 000   | 27.3           | 35         | 30            | 5             | 1840                     | 8                    | 5          | 73         | 48         |
| 2016                                                                            | 50 707               | 216 793   | 23.4           | 36         | 31            | 5             | 1408                     | 7                    | 5          | 63         | 48         |
| 2019                                                                            | 47 859               | 214 144   | 22.3           | 39         | 36            | 3             | 1227                     | 7                    | 3          | 64         | 16         |
| 2021                                                                            | 47 359               | 205 304   | 23.1           | 36         | 32            | 4             | 1315                     | 6                    | 4          | 54         | 17         |
| Fuente: Catholic-Hierarchy, que a su vez toma los datos del Anuario Pontificio. |                      |           |                |            |               |               |                          |                      |            |            |            |

## Episcopologio
- John Baptist Franz † (27 de mayo de 1951-8 de agosto de 1959 nombrado obispo de Peoria)
- Marion Francis Forst † (2 de enero de 1960-16 de octubre de 1976 renunció)
- Eugene John Gerber † (16 de octubre de 1976-17 de noviembre de 1982 nombrado obispo de Wichita)
- Stanley Girard Schlarman (1 de marzo de 1983-12 de mayo de 1998 renunció)
- Ronald Michael Gilmore (12 de mayo de 1998-15 de diciembre de 2010 renunció)
- John Balthasar Brungardt, desde el 15 de diciembre de 2010[nota 1]